# Dorfkirche Kappe

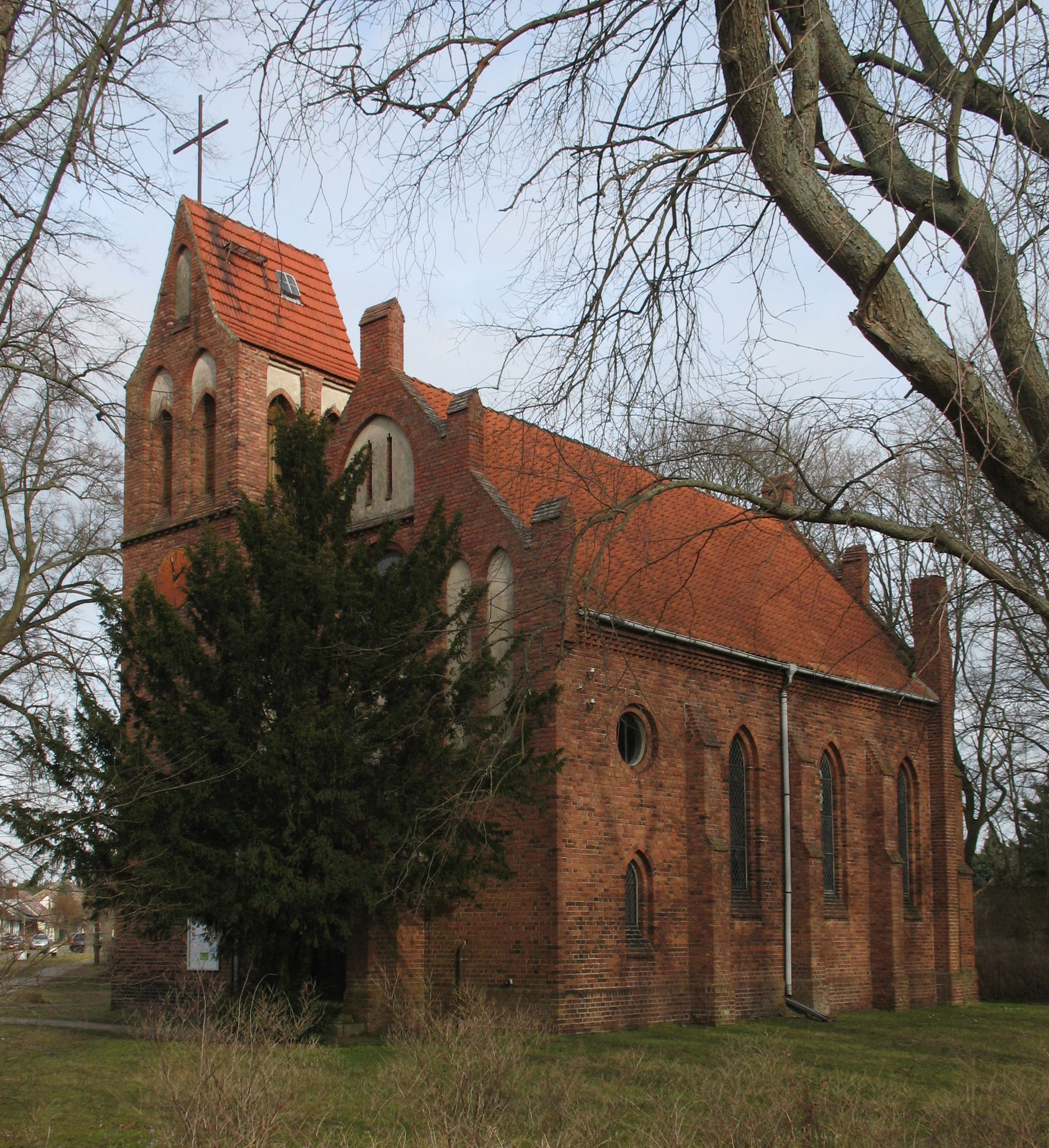
Dorfkirche Kappe

Die evangelische, denkmalgeschützte Dorfkirche Kappe steht in Kappe, einem Ortsteil der Stadt Zehdenick im Landkreis Oberhavel in Brandenburg. Die Kirche gehört zum Kirchenkreis Oberes Havelland der Evangelischen Kirche Berlin-Brandenburg-schlesische Oberlausitz.

## Beschreibung
Die neugotische Saalkirche wurde 1891/92 aus Backsteinen erbaut. Sie besteht aus einem Langhaus, einem Kirchturm an seiner Nordwestecke und einer Apsis im Osten. Das Langhaus ist zwischen den Staffelgiebeln im Osten und Westen mit einem Satteldach bedeckt.
Der Innenraum des Langhauses ist mit einem hölzernen Tonnengewölbe überspannt, dessen Gewölbeschub durch die Strebepfeiler an den Wänden aufgefangen wird. Die Kirchenausstattung stammt aus der Bauzeit.